# Рёлка
Рёлка — деревня в Осьминском сельском поселении Лужского района Ленинградской области.

## История
Деревня Релка упоминается на карте Санкт-Петербургской губернии 1792 года А. М. Вильбрехта.
Как деревня Рёлка, состоящая из 72 крестьянских дворов, она обозначена на карте Санкт-Петербургской губернии Ф. Ф. Шуберта 1834 года.

РЕЛКА ГОРА — деревня принадлежит её величеству, число жителей по ревизии: 136 м. п., 128 ж. п.

РЕЛКА ЛОГ — деревня принадлежит её величеству, число жителей по ревизии: 74 м. п., 59 ж. п. (1838 год)

Как единая деревня Релка из 79 дворов она отмечена на карте профессора С. С. Куторги 1852 года.

РЕЛКА ГОРА — деревня Главного управления Гдовского её величества имения, по просёлочной дороге, число дворов — 45, число душ — 105 м. п.

РЕЛКА ЛОГ — деревня Главного управления Гдовского её величества имения, по просёлочной дороге, число дворов — 24, число душ — 82 м. п. (1856 год)

РЕЛКА ГОРА — деревня удельная при колодце, число дворов — 31, число жителей: 96 м. п., 108 ж. п.

РЕЛКА ЛОГ — деревня удельная при озере безымянном, число дворов — 23, число жителей: 78 м. п., 93 ж. п. (1862 год)

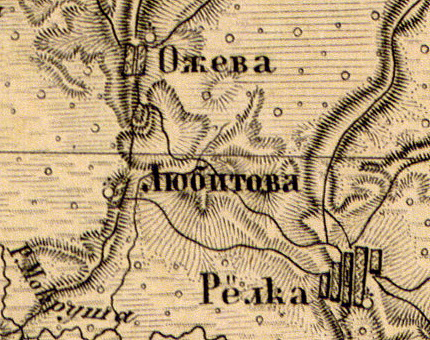
Деревня Рёлка на карте 1863 года

Согласно карте из «Исторического атласа Санкт-Петербургской Губернии» 1863 года деревня называлась Рёлка.
В XIX — начале XX века деревня административно относилась к Осьминской волости 2-го земского участка 1-го стана Гдовского уезда Санкт-Петербургской губернии.
По данным «Памятной книжки Санкт-Петербургской губернии» за 1905 год деревня Релка образовывала Релкское сельское общество.
С 1917 по 1919 год деревня Рёлка входила в состав Осьминской волости Гдовского уезда.
С 1920 года, в составе Рельского сельсовета Осьминской волости Кингисеппского уезда.
С 1923 года, в составе Залустежского сельсовета.

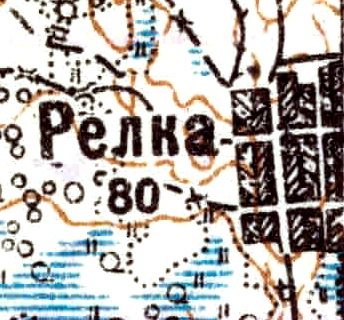
Деревня Релка карте 1926 года

Согласно топографической карте 1926 года деревня насчитывала 80 крестьянских дворов.
С 1927 года, в составе Осьминского района.
С 1928 года, в составе Релковского сельсовета.
В 1930 году население деревни Рёлка составляло 571 человек.
По данным 1933 года деревня Рёлка являлась административным центром Релковского сельсовета Осьминского района, в который входили 4 населённых пункта, деревни: Залустежье, Любитово, Ожево, Рёлка, общей численностью населения 1417 человек.
С 1935 года, в составе Залустежского сельсовета.
По данным 1936 года деревня Рёлка входила в состав Залустежского сельсовета, состоявшего из 8 населённых пунктов, 283 хозяйств и 4 колхозов.
C 1 августа 1941 года по 31 января 1944 года деревня находилась в оккупации.
С 1961 года, в составе Рельского сельсовета Сланцевского района.
С 1963 года, в составе Лужского района.
В 1965 году население деревни Рёлка составляло 61 человек.
По данным 1966, 1973 и 1990 годов деревня Рёлка также входила в состав Рельского сельсовета Лужского района.
В 1997 году в деревне Рёлка Рельской волости проживали 20 человек, в 2002 году — 14 человек (русские — 93 %).
В 2007 году в деревне Рёлка Осьминского СП проживали 7 человек.

## География
Деревня расположена в северо-западной части района на автодороге 41К-020 (Сижно — Осьмино).
Расстояние до административного центра поселения — 9 км.
Расстояние до ближайшей железнодорожной станции Молосковицы — 75 км.
К югу от деревни протекает река Серебрянка.

## Демография
| 1838 | 1862 | 1930 | 1965 | 1997 | 2007 | 2010 |
| ---- | ---- | ---- | ---- | ---- | ---- | ---- |
| 397  | ↘204 | ↗571 | ↘61  | ↘20  | ↘7   | ↘5   |
| 2017 |      |      |      |      |      |      |
| ↗14  |      |      |      |      |      |      |

## Достопримечательности
Деревянная часовня постройки второй половины XIX века.

## Улицы
Верхняя, Нижняя.